# خلع الورك
خلع الورك هو مشكلة في مفصل الورك الواصل بين عظمة الفخذ وعظم الحوض. في الوضع الطبيعي يكون رأس عظمة الفخذ الكروي الشكل مُحتوى داخل تجويف في عظمة الحوض يسمى بالتجويف الحقي. أما في حالة الخلع يخرج رأس عظمة الفخذ من التجويف الحقي بشكل كامل أو جزئي. في حال تم اكتشاف الخلع مبكراً فيمكن علاجه بطرق غير جراحية والنتيجة مُرضية بالأغلب، لكن التأخر باكتشافه أو علاجه قد يؤدي إلى تشوه بالمفصل مما يصّعب العلاج ويجعل التدخل الجراحي ضروري ويزيد من المضاعفات، مثل آلام بالمفصل أو العرج أو قِصَر في الرجل المصابة.

## الانتشار
بين كل 1000 شخص في المجتمع يوجد شخص واحد مصاب بخلع الورك الولادي تقريباً أي 1:1000، كما أن 80٪ من المصابين هم من الإناث. إذا كان أحد الوالدين مصاب بخلع الورك الولادي فإن أَطفالَهم أكثر عرضة للإصابة من الأطفال الآخرين بعشرة أضعاف. يكثر الخلع في الناحية اليسرى أكثر من الناحية اليمنى ويكون في الناحيتين في ثلثِ الحالات تقريباً.
وهناك نوعان من الخلع الولادي، الخلع الشائع والذي تفوق نسبة حدوثه 98٪ وغالبا ما يحدث في الفترات الأخيرة من الحمل، وإذا حدث في فترة الولادة أو ما بعدها فيكون الورك في الغالب غير مستقر في فترة الحمل وينتج الخلع بعد ذلك، والنوع الثاني الخلع المعقد ونسبته ضئيلة جدا ويحدث في الفترات الأولى من الحمل وتصاحبه غالبا تشوهات عظمية بالجسم مثل العمود الفقري والأقدام وغيرها.[محل شك]

## الاعراض
1. عدم تناظر الثنايا الداخلية لمنطقه الفخذ عند الطفل.
2. وجود قصر عند مقارنة طول الرجلين يبعضهما
3. تكون في بعض الأحيان الرجل ملتفة للخارج
4. صعوبة في تحديد حركة الرجلين في بعض الأحيان (تحديد في فتح وضم الرجلين)
5. تأخر المشي عند بعض الحالات
6. العرج عندما يمشي الطفل
7. المشي بالتمايل إلى الجانبين وتسمى مشية البطة، إذا كان الطفل يعاني من خلع الوركين

## الأسباب
1-السبب الأكيد غير معروف، ولكن هناك أمور قد تساهم في حدوث الخلع، مثل ارتخاء الأربطة المحيطة بالمفصل ووضعية الطفل في رحم الأم وقلة السائل الأمينوسي في رحم الأم وربما وضعية الطفل بعد الولادة «المهاد» التي قد تساهم في تطور المشكلة من عدم استقرار في المفصل إلى خلع كامل. وهناك احتمال أن يلعب العامل الوراثي دورا في الإصابة بالخلع الولادي فحوالي 60% من الأطفال المصابين بالخلع الولادي يكون أول مولود للعائلة.
2 - الكشف الطبي للمولود الجديد في حجرة الولادة مباشرةً وعلى الطبيب إجراء الفحوصات الخاصة لكشف هذا المرض.
3- في حالة اكتشاف المرض أو الشك بوجوده يجب تحويل المولود الي الطبيب المختص لاثبات المرض والبدء في العلاج.
4-الأطفال ما فوق السنة الأولى من العمر:
ا- تاخر في الوقوف والمشي.
ب- وجود طيات من الجلد غير طبيعية بالفخدين.
ج- عند المشي تكون الشية بعرج لقصر الطرف المصاب وفي حالة وج%E منها اصابة الام بالحصبة الألمانية
5- التوكسوبلازموزيز
6-الإشعاعات.
7- بعض الادوية
8-الكيماويات
9- التدخين.

## التشخيص
خلع الورك صعب التشخيص أحيانا لأنه لا يسبب ألم ولا تيبس بالمفصل، ولا يمكن اكتشافه إلا بمساعدة الطبيب أو الأشعة الصوتية.لذلك يقوم أطباء الأطفال بفحص جميع المواليد في اليوم الأول من الولادة لتأكد من عدم وجود خلع ولادي لمفصل الورك.
وتشخيص الإصابة يختلف حسب عمر الطفل، فالتشخيص خلال أول شهرين بعد الولادة يتم عن طريق الفحص السريري للورك.وفي الآونة الأخيرة بدء التوجه لأجراء فحص بالأشعة الصوتية لمفصل الورك وذلك لاحتمالية عدم قدرة الطبيب على اكتشاف جميع المواليد المصابة عن طريق الفحص السريري. أما إذا كان عمر الطفل فوق السنة ولم يكتشف الخلع قبل ذلك فتكون أول علامة وجود خلع في أحد المفصلين وجود عرج عندما يبدأ الطفل في المشي.وقد يتأخر اكتشاف الأهل لوجود مشكلة في مشية الطفل إذا كان الخلع في كلا المفصلين، لعدم وجود عرج واضح في المشية وقد يلاحظ الأهل فقط أن هناك شئ ما غير طبيعي وقد لا يذهبون لطبيب حتى يبدأ الشك لديهم يصل إلى حد اليقين أن هناك مشكلة في مشية الطفل. يمكن التأكد من وجد الخلع بإجراء أشعة سينية للحوض ومفصل الورك.

## العلاج
إن التدخل الجراحي لمضاعفات خلع الورك لا يتم إلا في حالات تهتك مفصل الورك والذي يقصد به زيادة النتوءات وتآكل الطبقة الغضروفية المبطنة لمفصل الورك وعدم تجانس عظمتي الحوض وعظمة المدور أو ما يعرف بالحرقف وفي الأغلب فإن كل حالة تعالج على حدة وفي هذه المقالة سوف نتطرق لبعض الخطوط العريضة للعلاج.
في حال كانت الآلام قليلة ولا يوجد عائق في الحركة، فإنه في هذه المرحلة لا يوجد أي حاجة للعمل الجراحي.
في حالة كانت الآلام متوسطة إلى شديدة مع وجود إعاقة في الحركة، فإن الأطباء يبدؤون بالعلاج التحفظي والذي يشمل:
1- تخفيض الوزن.
2- العلاج الفيزيائي والطبيعي.
3- بعض الحبوب المخففة للألم والتهيج حول المفصل.
4- داعمات المشي (كالعكازات).
ويحاول الأطباء عادة تأخير أي تدخل جراحي قدر الإمكان إلا في حالة عدم الاستجابة للخطوات السابقة، وتحدد العملية على حسب الحالة وسن المريض معا، حيث يبدأ الأطباء بتحسين وضع احتواء مفصل الورك إن كان سيخفف من الألم ويحسن وضع الحركة، وقد تكون العملية في الحوض، أو عظمة الفخذ، أو كلاهما معا حسب الحاجة.
أما إذا كان هناك تهتك في المفصل واحتكاكات نتيجة العمليات السابقة أو نتيجة ضمور تغذية الدم لرأس الورك، فإن الطبيب الجراح في هذه الحالة قد يعمد إلى تلبيس رأس الورك، وهي عملية يتم من خلالها عمل صيانة إزالة النتوءات العظمية وتلبيس رأس الورك من معدن خاص (التايتانيوم) حتى يخفف الاحتكاك ويزيد الحركة وينصح فيه في العمر المتوسط وهذه العملية لها ضوابط خاصة.
أما في حالة التهتك الكامل للمفصل، فإن الجراح يلجأ إلى تثبيت المفصل، أو عملية المفصل الصناعي، وذلك حسب عمر المريض وهي عملية غير مستحبة كثيرا لأن المريض يفقد حركة الورك وتزداد درجة العرج في مشية المريض.
وأحيانا يحتاج الجراح إلى تعديل النقص الحاصل في الطول نتيجة تهتك الورك وقد يكون هذا جزءا من العملية أو عملية مستقلة حسب القصر الموجود., ونسبة كبيرة من الحالات يكون الورك في وضع عدم الاستقرار عند الولادة وليس خلعاً كاملا.كما يتم فحص الطفل من أسبوع إلى شهر لتأكد من أن الأمور تسير على ما يرام.وقد يوجه الطبيب في هذه المرحلة وحتى ستة أشهر من العمر بوضع جهاز عبارة عن اربطه لفتح الفخذين بشكل أكبر وربما ينصح بوضع الجبس ليضمن أن الفخذين مفتوحين بشكل ثابت وأن رأس الفخذ داخل التجويف الحقي. ويُلبّس الطفل عادة الجهاز لمدة تتراوح بين شهرين إلى أربعة أشهر، وبعد ذلك يلبس الجهاز في أوقات النوم في الليل لمدة ثلاثة أشهر تقريبا. وفي العادة تتكون الإجراءات السابقة كافية في حوالي 90% من الحالات.وقد يتطلب الأمر في الحالات التي لم ينجح علاجها بالطرق السابقة إلى علاجهم «بنطلونا جبسيا» أو بأجراء عملية جراحية لتثبيت المفصل بشكل أقوى.
أما علاج الحالات التي تكتشف بين ستة أشهر إلى 18 شهرا من العمر ففي هذه الحالات يحتاج الأمر إلى محاولة إرجاع رأس الفخذ إلى التجويف تحت التخدير الكامل مع أشعة ملونة للورك للتأكد من الأمر، ومن ثم وضع «بنطلون جبسي» لمدة ثلاثة أشهر.ويغير الجبس خلال هذه الفترة مرة أخرى تحت التخدير الكامل مع التأكد مرة أخرى من وضعية الورك بالأشعة الملونة.بعد هذه المدة يزال الجبس في العيادة مع التأكد من وضعية الورك بالأشعة السينية.
أما علاج الأطفال الذين أعمارهم فوق 18 شهرا فالعلاج يستلزم التدخل الجراحي وقد يتطلب الأمر قطعا في عظمة الحوض أو الفخذ لوضع الورك في أحسن حال، ومن ثم وضع بنطلون جبسي، لمدة تتراوح بين ثلاثة أسابيع. وفي هذا السن يتفاوت نسبة النجاح في ترجيع المفصل لشكله الطبيعي وفي بعض الأحيان يستلزم القبول بالنتائج التي يصل إليها التدخل الجراحي مع الجبس لعدم وجود طرق أخرى ناجحة أو سهل تنفيذها في هذه المرحلة من العمر.

## مضاعفات العلاج
هناك مشاكل متوقعة أثناء العلاج والطبيب في العادة يأخذ جميع الاحتياطات اللازمة ويتوخى دائما الحذر للحصول على أفضل النتائج ولكن هناك بعض المشكلات قد لا يمكن تجنبها وهي كما يلي:
1ـ تيبس في مفصل الورك «عدم القدرة على حركة المفصل كاملة».
2ـ تكرر الخلع مرة ثانية.
3ـ نخر في رأس عظمة الفخذ بسبب توقف في الدم الواصل له.
4ـ كسر في الرجل بسبب ضعف العظم في فترة الجبس وما بعدها.
5ـ تباعد في مفصل الورك.
6ـ احتكاك في مفصل الورك.
7ـ عرج في المشي.

## وصلات خارجية
http://www.oman0.net/showthread.php?t=435861
- Illustration at مدلاين
- Resource for parents of babies undergoing treatment in a hip spica  نسخة محفوظة 9 فبراير 2007 على موقع واي باك مشين.

http://arabia.babycenter.com/thread/16507/الخلع-الوركي
http://arabia.babycenter.com/thread/16507/الخلع-الوركي
- Illustration at مدلاين
- Resource for parents of babies undergoing treatment in a hip spica cast for developmental dysplasia of the hip نسخة محفوظة 9 فبراير 2007 على موقع واي باك مشين.